# On the Rock
On The Rock é o terceiro álbum de estúdio da banda brasileira de rock Resgate, produzido por Paulo Anhaia e lançado em 1995.
Geralmente considerado pela crítica e público como o melhor trabalho da banda, é apontado por seus integrantes como resultado de um forte amadurecimento da sua música, devido principalmente à influência exercida por Paulo Anhaia ao Resgate. O álbum foi gravado durante três meses em 1995 no estúdio 43 de forma ao vivo, e musicalmente incorpora os elementos do hard rock, apresentados nos discos anteriores, somados ao heavy metal. Também é o único disco do grupo com Hamilton Gomes fornecendo vocais principais para músicas.
As composições do disco são variadas. De temas que vão desde a hipocrisia religiosa ("Doutores da Lei") até a depressão e solidão ("5:50 AM" e "Solidão"), o disco também contém letras com temática de humor ("Fogo" e "Papo de Lóki"), o que seria recorrente em trabalhos posteriores do Resgate. "5:50 AM" tornou-se o maior sucesso do grupo.
Em 2015, foi considerado, por vários historiadores, músicos e jornalistas, como o 21º maior álbum da música cristã brasileira, em uma publicação dirigida pelo Super Gospel. Mais tarde, foi eleito pelo mesmo portal o 4º melhor álbum da década de 1990.

## Antecedentes
Quando o Resgate gravou Novos Rumos em 1993, o grupo passou a dispor de formas de gravação com maiores canais, o que permitiu investir em outros instrumentos e melhor captação. No entanto, os músicos ainda enfrentavam dificuldades para encontrar a musicalidade ideal. Neste período, o quarteto começou a avaliar a possibilidade de se aproximar com mais força com vertentes do heavy metal.

## Gravação
Ao contrário dos trabalhos anteriores, On the Rock foi gravado com a produção musical de Paulo Anhaia, um músico de rock que já tinha trabalhado com a banda Velhas Virgens e que também trabalharia com outros nomes do rock cristão como Katsbarnea e seu vocalista Brother Simion. Nesta época, Anhaia trabalhava no Estúdio 43 e começava a trabalhar com gravações digitais - embora maior parte de sua atuação como engenheiro de som ainda era analógica.
O álbum foi gravado ao longo de meses de 1995 e toda a sua parte instrumental foi gravada ao vivo, com todos os músicos gravando em conjunto. A obra teve significativa influência do heavy metal, com mais guitarras e peso em relação a maior parte da discografia da banda (algo parecido só seria feito novamente em 2012, com Este Lado para Cima). A obra também reuniu brincadeiras da banda, como a faixa "Tá Aberto Lá? Só pra Sabê", composta apenas pela frase que compõe o título, dita pelo baterista Jorge Bruno. Também traz a canção em inglês "He'll Come Again", uma versão de "Ele Vem".

## Lançamento e recepção
| Críticas profissionais | Críticas profissionais |
| Avaliações da crítica  | Avaliações da crítica  |
| Fonte                  | Avaliação              |
| ---------------------- | ---------------------- |
| Super Gospel           | [ 1 ]                  |
| O Propagador           | [ 2 ]                  |

On the Rock foi lançado em 1995 pela gravadora Gospel Records em formato CD. Uma das canções da obra, "Solidão", chegou a receber uma versão em videoclipe tempos depois - o primeiro clipe da carreira da banda.
A obra recebeu aclamação da mídia especializada, ao longo dos anos. Retrospectivamente, a obra recebeu uma cotação de 5 de 5 estrelas do guia discográfico do O Propagador. Segundo o guia, Paulo Anhaia teria ampliado a visão artística da banda e "a música da banda é sólida, em certos momentos jovial e saudavelmente composta de autodepreciação". Para o Super Gospel, On the Rock foi classificado como "um dos trabalhos mais importantes e sólidos do rock cristão nacional durante a segunda metade dos anos 90".
Em janeiro de 2014, com a reunião do catálogo do Resgate, o álbum passou a ser vendido em formato digital.

## Legado
On the Rock foi apontado, em diferentes ocasiões, como um dos trabalhos mais importantes e aclamados do Resgate, incluindo-se o fato de conter o maior sucesso da história da banda, "5:50 AM". Apesar disso, musicalmente, a abordagem heavy metal foi abandonada pelos músicos nos trabalhos sucessores, por não considerar o caminho ideal. Apesar disso, várias canções do álbum foram regravadas em obras ao vivo na discografia da banda.
O Resgate também passou a trabalhar com Paulo Anhaia em todos os álbuns sucessores até meados de 2002, quando o grupo começou a gravar com Dudu Borges e elogiaram a influência que o músico teve na musicalidade do grupo. Em 2015, o Super Gospel classificou a obra como o 21º maior álbum da música cristã brasileira em uma lista produzida por historiadores, músicos e jornalistas. Em 2018, o site elegeu On the Rock como o 4º melhor álbum da década de 1990.

## Faixas
A seguir lista-se as faixas, compositores e durações de cada canção de On the Rock, segundo o encarte do disco.
| N.º            | Título                      | Compositor(es)                                | Vocais                    | Duração |  |
| 1.             | "Doutores da Lei"           | Zé Bruno                                      | Zé Bruno                  | 3:41    |  |
| 2.             | "Acusador"                  | Resgate                                       | Zé Bruno                  | 3:29    |  |
| 3.             | "Abrir os Olhos"            | Resgate                                       | Zé Bruno e Hamilton Gomes | 2:54    |  |
| 4.             | "Papo de Lóki"              | Resgate                                       | Zé Bruno e Hamilton Gomes | 3:43    |  |
| 5.             | "5:50 AM"                   | Resgate                                       | Zé Bruno                  | 3:34    |  |
| 6.             | "Tempo"                     | Zé Bruno                                      | Zé Bruno                  | 4:27    |  |
| 7.             | "Príncipe"                  | Zé Bruno                                      | Zé Bruno                  | 3:10    |  |
| 8.             | "Tá Aberto Lá? Só pra Sabê" | Jorge Bruno                                   | Jorge Bruno               | 0:10    |  |
| 9.             | "Sobre a Rocha"             | Zé Bruno                                      | Zé Bruno                  | 3:01    |  |
| 10.            | "Fogo"                      | Resgate                                       | Zé Bruno                  | 2:57    |  |
| 11.            | "Solidão"                   | Zé Bruno                                      | Zé Bruno                  | 4:13    |  |
| 12.            | "Vida"                      | Zé Bruno                                      | Zé Bruno                  | 3:37    |  |
| 13.            | "Palavras"                  | Zé Bruno                                      | Zé Bruno                  | 5:02    |  |
| 14.            | "He'll Come Again"          | Zé Bruno e Hamilton Gomes / Ves. Paulo Anhaia | Zé Bruno                  | 3:58    |  |
| Duração total: | Duração total:              | Duração total:                                | Duração total:            | 48:01   |  |

## Ficha técnica
A seguir estão listados os músicos e técnicos envolvidos na produção de On the Rock:
Banda
- Zé Bruno - vocais, guitarras, violão, teclado, coordenação de gravação
- Hamilton Gomes - vocais, guitarra, violão
- Marcelo Amorim - baixo e coordenação de gravação
- Jorge Bruno - bateria e voz em "Tá Aberto Lá? Só pra Sabê"

Músicos convidados e equipe técnica
- Paulo Anhaia - produção musical, vocais, teclado, engenharia de áudio, mixagem
- Albherto Jesus - engenharia de áudio
- Wanderley Ferrante - engenharia de áudio

Projeto gráfico
- Wagner García - design gráfico
- Nelson Romano - fotografia